# Legendre-Kongruenz
Die Legendre-Kongruenz ist ein Begriff aus dem mathematischen Teilgebiet der Zahlentheorie. Es handelt sich um eine Kongruenz, bei der auf beiden Seiten je eine Quadratzahl steht:
{\displaystyle x^{2}\equiv y^{2}\ {\pmod {m}}}
Diese nach Adrien-Marie Legendre benannten Kongruenzen bilden die Grundlage mehrerer Faktorisierungsverfahren. Unter Verwendung von Faktorbasen werden dort Legendre-Kongruenzen erzeugt, mit deren Hilfe wiederum Teiler von ganzen Zahlen berechnet werden. Beispiele sind die Kettenbruchmethode, das Quadratische Sieb und SQUFOF.
Eine Legendre-Kongruenz hat modulo {\displaystyle m} genau zwei Lösungen, wenn der Modulus {\displaystyle m} eine Primzahl größer Zwei ist. Diese werden als triviale Lösungen bezeichnet und lauten
{\displaystyle x\equiv \pm y\ {\pmod {m}}}
Ist der Modulus hingegen eine zusammengesetzte Zahl, so besitzt eine Legendre-Kongruenz noch zusätzliche Lösungen.